# Mary Skeaping
Mary Emma Skeaping (Londra, 15 dicembre 1902 – Londra, 9 febbraio 1984) è stata una direttrice artistica, coreografa, ballerina e storica della danza britannica.

## Biografia
Mary Skeaping nacque a Londra nel 1902, quarta e ultima figlia di Kenneth Mathiason Skeaping e Sarah Ann Rattenbury. Studiò musica al Royal College of Music e danza con Francesca Zanfretta, Léonide Massine, Ljubov' Nikolaevna Egorova e Margaret Craske, grazie alla quale divenne un'esperta del Metodo Cecchetti. Danzò nella compagnia di Anna Pavlova nel 1925 e poi ancora nella stagione 1930/1931, mentre nel 1930 fu scritturata dal Rambert Ballet.
Ballerina competente ma non eccezionale, Skeaping trovò la propria vocazione nell'insegnamento, nella coreografia e nella regia teatrale. Fu maitresse de ballet del Sadlers Wells Ballet dal 1948 al 1951, quando diresse per la BBC il loro primo adattamento televisivo di un balletto, La bella addormentata. Nel 1953 fu nominata direttrice del Balletto reale svedese che, sotto la sua supervisione, divenne anche un importante centro di ricerca sulla storia della danza e della coreografia. Skeaping divenne un'esperta del balletto dal XVII al XIX secolo e articolò questi studi sia in senso accademico che in senso artistico. Fu infatti autrice di monografie e traduzioni (la Fondazione Calouste Gulbenkian la finanziò per tradurre in inglese il Trattato teorico-prattico di ballo scritto da Gennaro Magri nel 1779), ma usò le sue conoscenze anche per ricreare coreografie originali di balletti precedentemente considerati perduti. Inoltre la sua conoscenza della danza la rese molto richiesta come consulente: nel 1969, ad esempio, realizzò una fedele sequenza di danza dell'epoca Tudor per il film Anna dei mille giorni.
Nel corso della sua carriera ricreò diverse coreografie composte nel XIX secolo o all'inizio del XX, tra cui le coreografie di Marius Petipa de Il lago dei cigni, Coppélia e La bella addormentata. Tuttavia, ottenne il suo maggior successo nel 1953, quando ricreò le coreografie di Petipa, Coralli e Perrot di Giselle per il Balletto reale svedese: la Giselle di Skeaping è stata accolta molto positivamente e viene considerato l'allestimento più fedele all'originale, tanto da essere rimasto nel repertorio dell'English National Ballet per oltre cinquant'anni. Nel 1981 ha ricevuto la Medaglia di sua maestà il re di Svezia.